# 髑髏砦の血闘
『髑髏砦の血闘』 (どくろとりでのけっとう、イタリア語: Il figlio del corsaro rosso) は、1959年に公開されたイタリアの歴史アドベンチャー映画。脚本、監督プリモ・ツェリオ。出演レックス・バーカー、シルビア・ロペス、ビラ・シレンティ。映画はエミリオ・サルガーリの小説『髑髏砦の血闘』を原作としている。この小説を原作とした映画は1943年にもある。
映画のセットは美術監督のマリオ・キアーリ、アルフレッド・モントーリがデザインした。

## あらすじ
イタリアの海賊“海賊赤衣”は、かつてヴァン・ハイスという人物によってパナマ総督モンテリマル侯爵に売られ、死に追いやられる。海賊赤衣の遺児エンリコは、自らが指揮する稲妻号でスペイン大帆船に搭乗していたヴァン・ハイスをとらえる。その際、エンリコらはほかの乗客を丁重に扱った上で解放しており、乗客の一人であるカルメンはエンリコに惚れていた。
ヴァン・ハイスは助命を嘆願する際、海賊赤衣がインディアンの王女との間に女児をもうけていることを告げる。それを知ったエンリコはヴァン・ハイスの案内でマラカイボに行き、異母妹ネアラが侯爵に仕えていることを知る。そこでエンリコは偽名を使って侯爵夫人の主宰する舞踏会に行き、侯爵夫人の義妹がカルメンであることを知る。
一方、侯爵はネアラがダリエン王朝の財宝継承者であることを知るや否や、それを目当てに彼女を誘拐する。
そして、エンリコは部下たちとともに侯爵の本拠地である髑髏砦に殴り込み、ネアラとカルメンを助ける。

## キャスト
| 役名               | 俳優                         | 日本語吹替                                |
| 役名               | 俳優                         | 東京12ch版                                |
| ------------------ | ---------------------------- | ----------------------------------------- |
| エンリコ           | レックス・バーカー           | 小林修                                    |
| カルメン           | シルビア・ロペス             | 此島愛子                                  |
| メンドーサ         | サロ・ウルツィ               | 藤本譲                                    |
| 総督               | ルイジ・ヴィスコンティ       | 滝口順平                                  |
| バレジョ           | ロベルト・パオレッティ       | 北村弘一                                  |
| ネアラ             | ビラ・シレンティ             | 麻上洋子                                  |
| ミゲル             | ルチアーノ・マリン           | 納谷六朗                                  |
| イザベラ           | ニエッタ・ゾッチ             | 島美弥子                                  |
| サセボ             | アントニオ・クラスト         | 加茂喜久                                  |
| パキータ           | ヴィッキー・ラゴス           | 若松雅子                                  |
| アルフォンソ       | ティツィアノ・コルティーニ   | 徳丸完                                    |
| ガレー船長         | ジャンニ・ソラロ             | 加藤修                                    |
| ヴァンヘイス       | ジョルジオ・コンスタンティニ | 立壁和也                                  |
| ジュアン           | ジィエゴ・ミケロッティ       | 村松康雄                                  |
| ヴェラ             |                              | 広瀬正志                                  |
| ルシン             |                              | 上田敏也                                  |
| チェスレスティナ尼 |                              | 中島喜美栄                                |
| 院長               |                              | 鈴木れい子                                |
| 娘                 |                              | 青木明子                                  |
| 黒人娘             |                              | 落合美穂                                  |
| パンチョ           |                              | 国坂伸                                    |
|                    |                              |                                           |
| 演出               | 演出                         | 高桑慎一郎                                |
| 翻訳               | 翻訳                         | 大野隆一                                  |
| 効果               | 効果                         | 南部満治/大橋勝次                         |
| 調整               | 調整                         | 遠矢征男                                  |
| 制作               | 制作                         | ニュージャパンフィルム                    |
| 解説               | 解説                         | 南俊子                                    |
| 初回放送           | 初回放送                     | 1973年8月4日 『木曜洋画劇場』 21:00-23:00 |